# Да здравствует Верди!

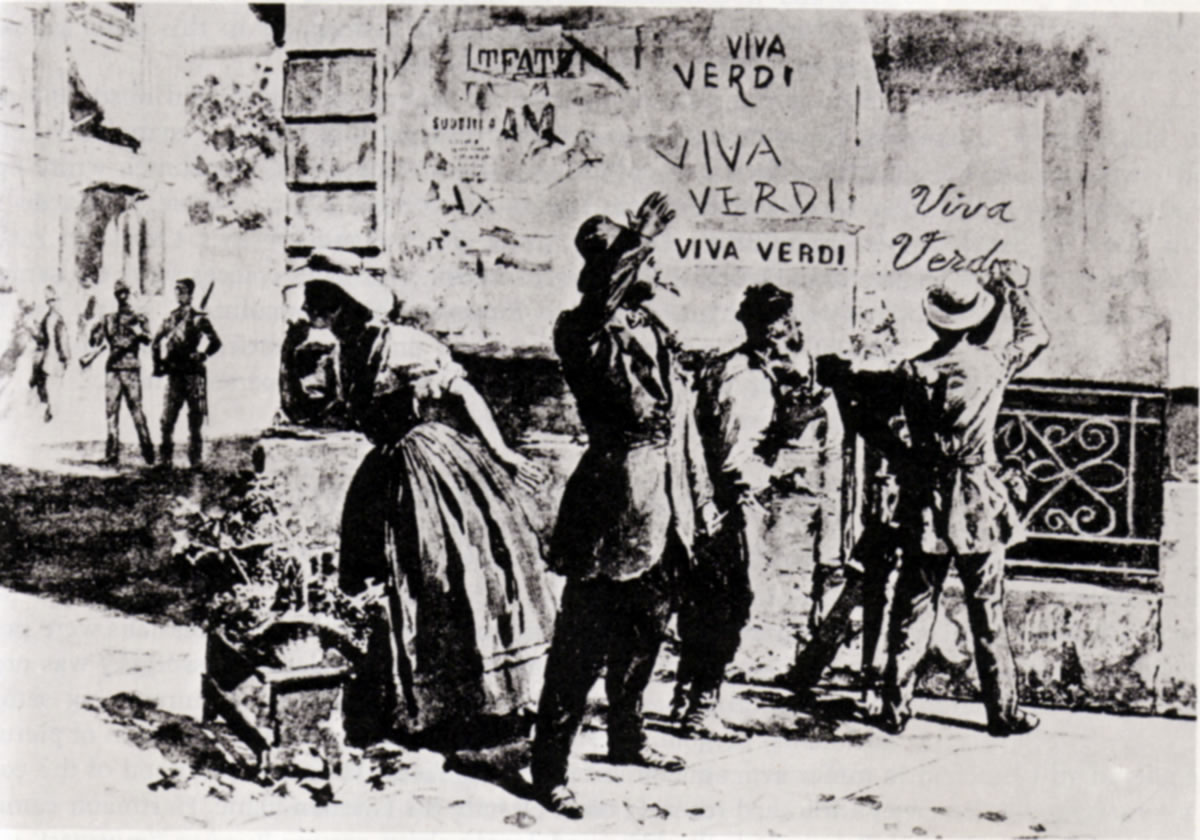
Надпись «Вива Верди».

Надпись Viva Verdi или W Verdi — популярные лозунг и граффити в середине XIX столетия в Милане и Венеции во времена Рисорджименто. Имели двойной смысл: с одной стороны — восхваляли знаменитого композитора Джузеппе Верди и поэтому казались политически безобидными; с другой стороны, W V.E.R.D.I. можно было прочитать, как акростих W Vittorio Emanuele Re D’Italia — Витторио Эмануэле, король Италии, и поэтому приобрел всеми считываемое антиавстрийское политическое значение.
В опере «Бал-маскарад», которая была исполнена в театре «Аполлон» в Риме 17 февраля 1859 года, присутствующие зрители прочитали инициалы слов «Витторио Эммануэле, король Италии» в буквах, составлявших фамилию знаменитого музыканта. Таким образом, написание имени композитора приобрело патриотическое значение по отношению к Италии. Но роль Верди в деле борьбы за объединение и независимость Италии не заключалась лишь в случайном совпадении имени с бэкронимом королевского титула и имени короля Сардинии. Когда итальянцы дружно подхватили «Хор еврейских рабов» на похоронной процессии Верди, это было не только потому, что это был оперный шлягер с запоминающейся мелодией и словами. Её тема — израильтяне, пронзительно выражающие свою тоску по обетованной земле — символизировала страстную мечту итальянского народа на обретение своей единой родины. Подхваченный людьми лозунг «Viva Verdi!» во время похоронной процессии всё еще имел двойной смысл и тайный резонанс для людей, поверивших в Рисорджименто.